# پیز مینور
پیز مینور (به لاتین: Piz Minor) یک کوه در سوئیس است که در کانتون گراوبوندن واقع شده‌است. پیز مینور ۳٬۰۴۹ متر بالاتر از سطح دریا واقع شده‌است.